# آبشار طلایی
آبشار طلایی (نام علمی: Solidago shortii) نام یک گونه از سرده روئینه زرین است. ثبت فدرال ایالات متحده در ۵ سپتامبر ۱۹۸۵ اینگونه گیاه را در حال انقراض به ثبت رسانده‌است.
آبشار طلایی گیاهی کمیاب است که تنها در نواحی از ایالت‌های کنتاکی و ایندیانا در آمریکا یافت می‌شود و به همین دلیل در فهرست گیاهان در معرض خطر جای گرفته‌است. تخریب زیستگاه، زیر پا قرار گرفتن غیرعمدی، آتش‌سوزی و جمع‌آوری بیش از حد از مواردی است که بقای این گیاه را تهدید می‌کند.

## شرایط رشد و نگهداری
نور مورد نیاز: این گیاه به نور بسیار زیادی نیاز دارد و باید در مقابل تابش مستقیم خورشید قرار بگیرد.
آب مورد نیاز: این گیاه به آبیاری زیادی نیاز ندارد و بهتر است هر هفته آبیاری شود.
محیط نگهداری این گیاه باید کمی خشک باشد.
خاک مورد نیاز: خاک مناسب برای این گیاه باید خاک مرطوب با زهکشی بالا و ترکیبی از خاک رس و خاک آهک باشد.
دما مورد نیاز: دمای مناسب برای نگهداری این گیاه دمای ۱۲ تا ۱۵ درجه سانتی گراد می‌باشد.

## توضیحات
این گیاه دارای ریشه‌های زیر زمینی است، ارتفاع آن ۶۰ تا ۷۵ سانتیمتر می‌رسد و برگ‌های آن با درازای ۵ تا ۱۰ سانتیمتر و پهنای آن بین ۵ تا ۱۰ میلی‌متر می‌باشد، این گیاه از اواسط اوت تا نوامبر گل زرد می‌رویاند و دانه‌هایش از اواخر سپتامبر نوامبر می‌رسد.

## زیستگاه
این گیاه در مناطق پست با خاک رس آفتاب کامل یا سایه جزئی به خوبی می‌روید.